# 奇幻夜 (2021年電影)
《奇幻夜》（英語：Us Again）是扎克·帕里什執導和編劇的2021年美國3D電腦動畫短片，由華特迪士尼工作室電影發行，講述脾氣不好的老人阿特和精力充沛的妻子多特生活在充滿活力的舞蹈之城，兩人在讓他們年輕的暴風雨中共度良宵，直到停雨而恢復老年狀態。
帕里什根據自己的年華老去和祖父母而構思出《奇幻夜》。派娜·托普拉克在分鏡和動畫繪製之前就創作配樂，與典型的電影製作過程不同。迪士尼聘請編舞家基奧尼和馬利·瑪德麗德來作舞蹈參考。《奇幻夜》於2021年3月5日在《尋龍使者：拉雅》院線放映前播放，上映後獲得強烈好評。

## 劇情
一座充滿活力的城市，所有人都隨著音樂節奏起舞，但有個老人阿特（Art）則呆坐在公寓裡，生氣地看著電視。妻子多特（Dot）進來嘗試讓他出門享受時光，遭到拒絕後感到無比心碎。阿特很快便後悔拒絕妻子，並看到了他和多特年輕又勃勃生機的照片。阿特接著從窗戶跨到防火梯，但突然下起瓢潑大雨，雨水讓他青春煥發，因而決定出外尋找多特。
阿特遇到同樣因雨年輕的多特，兩人開始在街上歡快起舞。當雨雲慢慢移動時，他們又回到了老態，阿特為了保持年輕，於是拉著多特穿越城市。他們跑到天堂碼頭，阿特還想追逐雨雲，但多特已自願放手。烏雲最終徹底離去，兩人打回原形。
阿特往回走時看到椅子上的多特，並坐到她旁邊。兩人對視，一言不發地承認彼此的愛意。阿特和多特繼續共舞，雖然不再像以前那般有活力，但腳下的水窪映出了年輕時的他們。

## 製作

### 籌拍
2021年2月，《奇幻夜》被宣布將與《尋龍使者：拉雅》共同在影院放映，是繼2016年《理性與感性》後首部迪士尼原創院線短片。
《奇幻夜》的導演和編劇扎克·帕里什（Zach Parrish）曾掌管《創意迴旋》的短片《水坑》（Puddles）和《大英雄天團》的動畫。電影的構思來自他發現自己開始年華老去，渴望有一副年輕的身體。帕里什說：「這讓我意識到如果把所有東西花在我認為錯過的東西上，那麼就會失去現有的美麗」。他還啟發自祖父母們對生活的不同態度，一組開露營車遠行，另一組則在「觀望生活」。爺爺奶奶的名字亞瑟（Arthur）和多蘿西（Dorothy）也是阿特和多特的來源，阿特還呈現出帕里什缺乏運動的祖父母。帕里什表示監製布拉德·西蒙森（Brad Simonsen）很有興趣參與這部影片。西蒙森在《大英雄天團》就發現有興趣與帕里什合作，他相信帕里什對動畫有非凡的眼光，並且有不可思議的構思故事能力。電影沒有對白，是透過啞劇、舞蹈和音樂來講述故事，這個想法來自同樣無台詞的《幻想曲》系列。影片大部分從《樂來越愛你》研究音樂參考。短片城市有根據芝加哥、紐約和洛杉磯為靈感創作，而碼頭和木板路則受到和西雅圖的影響。
製作團隊希望儘可能描繪代表不足的群體。阿特是日裔美國人，而多特是非裔美國人，從而故意塑造成缺乏代表的異族通婚。阿特的國際靈感來自帕里什同樣為日裔美國人的妻子，而帕里什也想呈現同樣代表性不夠的老年人。製作團隊認為影片角色與眾不同十分重要，帕里什表示這對他們和整個工作室都是重大任務。迪士尼多元化與包容團隊參與這個過程，來確保角色儘可能真實地呈現。
帕里什很久之前就喜歡跳舞，所以打算將青春之泉、老夫婦和舞蹈宇宙融合在一起。當他在探索這些想法時，突然記得曾看過編舞家基奧尼（Keone）和馬利·瑪德麗德（Mari Madrid）於2016年裝扮成老年夫婦跳舞的爆紅影片。他於2019年4月約瑪德麗德夫婦見面，他們很快接受參與這部作品的邀約。兩人被納入他的這個想法，並最終融入影片提案。帕里什和瑪德麗德夫婦在看1978年鲍勃·马利与哭泣者乐队歌曲〈這是愛嗎〉老夫老妻跳舞的影片後，覺得必須找到《奇幻夜》的情感核心，而帕里什認為影片是電影發自肺腑和理想的選擇。

### 音樂
派娜·托普拉克為短片創作配樂，靈感來自1960年代放克和靈魂樂。因為瑪德麗德夫婦「對音樂、聲音和時間標記的情緒要十分明確」，所以與往常電影製作過程相比，配樂需要在分鏡和動畫之前創作，好讓舞蹈指導編舞。原聲帶錄製期間正值2019冠状病毒病疫情，所以需要保持社交距離，他們得弄清如何為40名弦樂家和大樂隊進行錄音。弦樂組錄製完離開後才到銅管樂器手，兩者不得不分開。托普拉克堅持要用應有的方式來準確的錄製一切，不願意為任何事作出犧牲。

### 動畫設計
帕里什想要主角的設計接近迪士尼但又有點不同，還想要稍小、更簡單的東西。阿特和多特的最終設計融合了多個呈現他們性格和國籍的想法。
製作團隊能重新利用過去作品的元素。影片背景的建築物或車輛等方面借鑒了《大英雄天團》和其他短片，但大多數動畫還是原創。迪士尼的設備主要讓劇組能輕鬆將配備適應新模型，然後對其改進。角色負責人約翰·卡瓦蒂（John Kahwaty）設計及負責完成大量角色，包括在眾多模組間切換的兩位主角。
帕里什表示大約半數的舞蹈都是來自瑪德麗德夫婦，並稱他們快速又分離的動作風格讓他聯想出動畫。瑪德麗德夫婦使用多種舞蹈風格，從「大、強壯、嚴重彎曲，到小、表達式、有手勢，再到情侶間的恩愛」，並嘗試在分鏡中傳達電影的動容時刻。瑪德麗德夫婦根據帕里什談論每一幕的錄音來編舞，他們旨在讓角色的動作看起來像在對話，並呈現出電影的主題。迪士尼以瑪德麗德夫婦的編舞視頻作為參考製作了段動畫分鏡，並以其為短片的基礎。群眾團隊將舞者和車輛填滿城市背景，而動畫在此期間運用了關鍵格，Houdini則用来製作雨水。
阿特和多特以臉部表情、身體語言和舞蹈來傳達兩人的對立角度。迪士尼同時將阿特和多特小公寓的沈悶美學與外面紐約舞蹈世界的多彩外觀共同呈現，動畫師增強帕里什儘可能希望多用的霓虹燈，並在開始天黑下雨時呈現出1960年的氛圍。隨著阿特和多特愈來愈靠近碼頭盡頭，並逐漸遠離嘉年華，劇組工作人員開始抽掉顏色。阿特意識到對多特的愛時，動畫師利用摩天輪移動時的燈光來增加額外的飽和度。

## 上映
《奇幻夜》於2021年3月5日在《尋龍使者：拉雅》院線放映前播放。影片於同年6月4日在迪士尼+串流播放，並收錄在《尋龍使者：拉雅》的數位HD和藍光光碟，另外後者有包括帕里什製作的《奇幻夜》幕後花絮。

## 反響

### 專業評價
《奇幻夜》取得廣泛好評。《馬沙布爾》的普拉米特·查特吉（Pramit Chatterjee）給《奇幻夜》滿分5分，他稱讚短片的執導、編舞和動畫，並表示「一切都完美的令人難以置信……（短片）會讓你希望這是部完整的長片」。《Koimoi》的烏梅什·彭瓦尼（Umesh Punwani）給短片4顆星（滿分5顆），並表彰跟《樂來越愛你》〈陽光明媚的一天〉差不多的音樂、動畫和無台詞。《CinemaBlend》的薩曼莎·拉巴特（Samantha Labat）認為這部電影令人驚艷，表示「動畫是如此美麗和真實，以至於你忘記不是在看實質的人臉」。

### 榮譽
《奇幻夜》贏得好萊塢影評人協會獎最佳短片和有色人種進步協會形象獎最佳動畫短片。短片進入奧斯卡金像獎最佳動畫短片的短名單，《綜藝》預測影片會進入最終5強，但最後並未實現。

## 外部連結
- 互联网电影数据库（IMDb）上《奇幻夜》的资料（英文）
- 豆瓣电影上《奇幻夜》的資料 （简体中文）